# 白血球増多
白血球増多、白血球増加（はっけっきゅうぞうた/ぞうか、Leukocytosis）は、血液中の白血球数が正常範囲を超えている状態である。白血球増多は、炎症反応の徴候である事が多く、最も一般的なのは感染症の結果であるが、特定の寄生虫感染や、白血病等の骨腫瘍でも発生する事がある。また、激しい運動、てんかん等の痙攣、精神的ストレス、妊娠・出産、麻酔、薬剤（リチウム等）の副作用、アドレナリン投与等の後にも発生する事がある。
白血球（主に好中球）の増加は、通常、未成熟好中球・マクロファージと成熟好中球・マクロファージの比率の「左方移動」を伴う。未成熟白血球の割合が増加するのは、C3aやG-CSF等の幾つかの炎症生成物によって刺激される骨髄内の顆粒球前駆細胞および単球前駆細胞の増殖と抑制が原因である。白血球増多は病気を示す事もあるが、独立した疾患ではなく、検査所見と考えられている。この分類は、同じく疾患ではなく検査所見である発熱の分類と類似している。
未成熟好中球と成熟好中球の比率の「右方移動」は、血液塗抹標本における若い好中球（後骨髄球、桿状核球）の数の減少または欠如と、巨大好中球の存在とによると考えられる。この事実は、悪性貧血や急性放射線症候群に特有の血液学的徴候として、骨髄の活動が抑制されている事を示している。
白血球数が25～30×109/L以上の場合は類白血病反応（Leukemoid reaction）と呼ばれ、極度のストレスや外傷、感染症などに対する骨髄の正常な反応である。白血病（Leukemia）や、末梢血中に未熟な白血球（急性白血病）や成熟しているが機能していない白血球（慢性白血病）が存在する白赤芽球症（Leukoerythroblastosis）とは異なる。

## 分類
白血球増多症は、主に5つのタイプに分けられる。
1. 好中球増多（最も一般的）[7]
2. リンパ球増多
3. 単球増多（英語版）
4. 好酸球増多
5. 好塩基球増多

白血球数が100,000/µLを超えるような極端な白血球増多症は、白血球鬱滞（Leukostasis）である。この形態では、非常に多くのWBCが存在するため、WBCの塊が血流を妨げる。これにより、一過性脳虚血発作や脳梗塞などの虚血性疾患が引き起こされる。

## 成因
| 白血球増多の要因 | |
| ---------------- | --- |
| 好中球増多       | - 急性細菌感染症、特に化膿性感染症 - 非感染性炎症 - 組織壊死 - 心筋梗塞 - 熱傷 |
| 好酸球増多       | - アレルギー性疾患 - 喘息 - 花粉症 - 薬物アレルギー - アレルギー性皮膚疾患 - 天疱瘡 - 疱疹状皮膚炎 - 寄生虫感染症 - 悪性腫瘍の一部 - ホジキンリンパ腫 - 非ホジキンリンパ腫の一部 - 全身性自己免疫疾患（全身性エリテマトーデス等） - 血管炎の一部 - コレステロール塞栓症（一過性） |
| 好塩基球増多     | (稀) - 骨髄増殖性腫瘍（慢性骨髄性白血病等） |
| 単球増多         | - 慢性炎症 - 結核 - 感染性心内膜炎 - リケッチア症 - マラリア - 全身性自己免疫疾患（全身性エリテマトーデス等） - 炎症性腸疾患（潰瘍性大腸炎等） - 悪性腫瘍の一部（慢性骨髄単球性白血病等）                                                                                         |
| リンパ球増多     | - 慢性炎症 - 結核 - ブルセラ症 - ウイルス感染症 - ウイルス性肝炎 - サイトメガロウイルス感染症 - 伝染性単核球症 - 百日咳 - 悪性腫瘍の一部（リンパ性白血病等） |

白血球増多症は、急性期の患者によく見られる症状である。白血球増多は、ウイルス、細菌、真菌、寄生虫などの感染症、がん、出血、ステロイドを含む特定の薬剤や化学物質への暴露など、様々な状況に応じて発生する。肺炎や結核などの肺疾患では、通常、白血球の増加が見られる為、WBC数は病気の診断に非常に重要となる。
白血球増多のメカニズムには、幾つかの様態がある。骨髄貯蔵プールからの白血球放出の増加、血管壁への白血球の接着の減少、血管から組織への白血球の滲出の減少、骨髄中の前駆細胞の増加などである。
コルチコステロイド、リチウム、ベータ作動薬などの特定の薬剤で、白血球増加症が起こる事がある。
白血球増多は、出産後の健康な女性に見られる予期される所見であり、感染症の臨床症状を伴わない限り、警戒すべき原因ではない。

## 診断
下に、様々なタイプの白血球の血液基準値範囲を示す。97.5パーセンタイル（図中の帯の右端、95%予測区間を示す）は、白血球増多症を定義する為の一般的な限界値である。

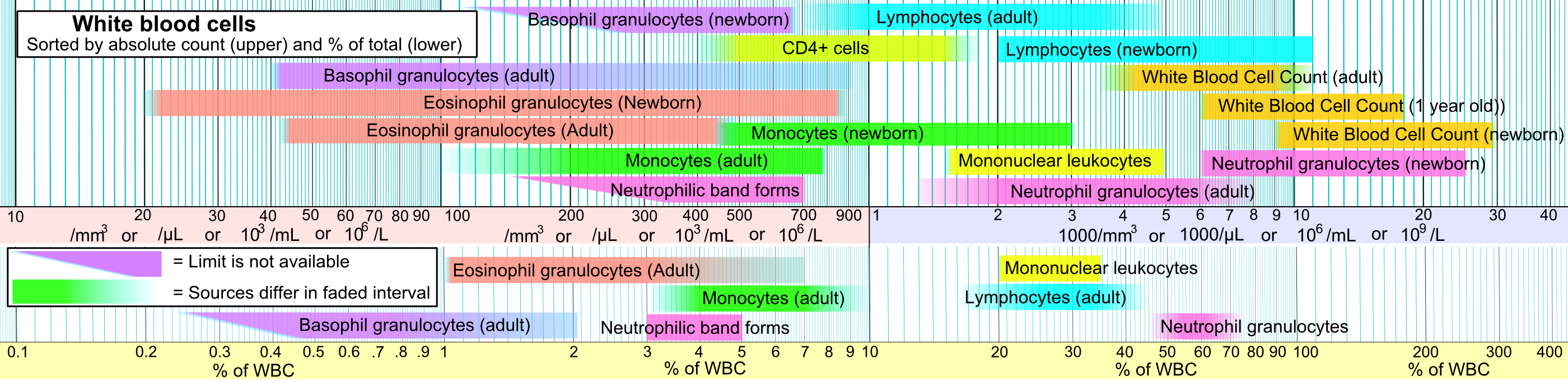

## 治療
通常、大部分の症例では治療の必要はないが、白血病患者の一部に見られる白血球増多症（WBC数が50～100×109/L以上）は、白血球鬱滞を予防する為に加療される。